# Іцхак Шнеєрсон
Іцха́к Шнеєрсо́н (1879, Кам'янець-Подільський —  1969, Париж) — єврейський громадський діяч.

## Біографія
Здобув традиційну єврейську освіту.
1905 року став казенним рабином у місті Городня Чернігівської губернії (нині Чернігівської області), а через декілька років — у Чернігові.
Був членом конституційно-демократичної партії (партії кадетів), брав активну участь у боротьбі за рівні права для євреїв.
Від 1916 року був гласним міської думи Рязані, у 1917—1918 роках — товаришем (заступником) міського голови.
1920 року емігрував до Франції. Поселившись у Парижі, вів підприємницьку діяльність. Як і раніше, не забував про благодійництво.
1943 року, перебуваючи в Греноблі, де вимушено поселився після капітуляції Франції перед нацистською Німеччиною, заснував за участі низки підпільних єврейських організацій Центр сучасної єврейської документації, який очолював до кінця життя. Під керівництвом Шнеєрсона Центр опублікував 42 збірники документів (усі — з його передмовами).
Шнеєрсон також був головним редактором журналу «Ле монд жюїф», який видавав Центр.
1952 року виступив з ідеєю створити в Парижі меморіал невідомому єврейському мученикові. Незважаючи на численні труднощі, 1956 року Центр створив Меморіал пам'яті невідомого єврея — жертви Катастрофи.
1967 року опублікував мемуари на їдиші «Життя та боротьба євреїв у царській Росії, 1905—1917».